# Willy van de Kerkhof
Wilhelmus Antonius van de Kerkhof, detto Willy (Helmond, 16 settembre 1951), è un ex calciatore olandese, ha giocato per FC Twente, PSV Eindhoven e nazionale olandese nel ruolo di centrocampista.
Nel 2004 Pelé lo incluse nel FIFA 100, la lista dei 125 più grandi giocatori della storia del calcio.

## Caratteristiche tecniche
Esterno destro offensivo e trequartista, maratoneta e tuttofare, per la sua capacità di intercettare e distribuire palloni era soprannominato l’Aspirapolvere. Dotato di uno spiccato senso tattico era un elemento prezioso per l'equilibrio della squadra, in grado di disimpegnarsi al meglio in diverse zone del campo: questo fondamentale, unito a un tempismo notevole negli inserimenti e a un ottimo tiro da fuori, lo portò a segnare ben 71 reti in campionato in 511 presenze.

## Carriera
In una carriera per diversi anni parallela con il fratello gemello René, iniziò nelle formazioni giovanili del Twente per poi passare nel 1973 al PSV, con cui ha messo in bacheca sei titoli nazionali, tre coppe nazionali e la Coppa Campioni 1987/1988, anche se vissuta da comprimario di lusso nell'anno del suo ritiro.
Con la Nazionale olandese Willy van de Kerkhof fu convocato ai Mondiali 1974 in Germania Ovest, dove fece solo apparizioni in panchina, ma fu perno del centrocampo nel 1978 in Argentina, in cui gli Orange persero ancora la finalissima contro i padroni di casa. Al di là della delusione, con il gemello René fu protagonista di un eccellente torneo, tra i trascinatori della squadra allenata da Ernst Happel.
Fu titolare anche nel bronzo vinto agli Europei nel 1976 e infine nel 1980, con l'ultimo gol importante nella sfida persa 3-2 con la Germania Ovest. Abbandonò la maglia arancione nel 1986, con 5 gol in 63 apparizioni.

## Palmarès

### Club

#### Competizioni nazionali
- Campionato olandese: 6

PSV Eindhoven: 1974-1975, 1975-1976, 1977-1978, 1985-1986, 1986-1987, 1987-1988
- Coppa dei Paesi Bassi: 3

PSV Eindhoven: 1973-1974, 1975-1976, 1987-1988

#### Competizioni internazionali
- Coppa UEFA: 1

PSV Eindhoven: 1977-1978
- Coppa dei Campioni: 1

PSV Eindhoven: 1987-1988